# Œ̂
Cette page contient des caractères spéciaux ou non latins. S’ils s’affichent mal (▯, ?, etc.), consultez la page d’aide Unicode.
Œ̂ (minuscule : œ̂), appelé E dans l’O accent circonflexe, est un graphème utilisé dans l’écriture du dan de l’Est en Côte d’Ivoire, ou du kom et du koonzime au Cameroun. Il s’agit de la lettre Œ diacritée d’un accent circonflexe.

## Utilisation
En kom et en koonzime, le ‹ œ̂ › représente le même son que le ‹ œ › et l’accent circonflexe indique le ton tombant.

## Représentations informatiques
Le E dans l’O accent circonflexe peut être représenté avec les caractères Unicode suivants :
- décomposé (latin étendu A, diacritiques)[1],[2] :

| formes    | représentations | chaînes de caractères | points de code | descriptions                                                     |
| --------- | --------------- | --------------------- | -------------- | ---------------------------------------------------------------- |
| capitale  | Œ̂               | Œ◌̂                    | U+0152 U+0302  | digramme soudé majuscule latin oe diacritique accent circonflexe |
| minuscule | œ̂               | œ◌̂                    | U+0153 U+0302  | digramme soudé minuscule latin oe diacritique accent circonflexe |